# Jamshid Iskanderov
Jamshid Iskanderov (Taskent, 1993. október 16. –) üzbég válogatott labdarúgó, a Pahtakor Tashkent középpályása.

## Pályafutása

### A válogatottban
Részt vett a 2013-as U20-as labdarúgó-világbajnokságon. 2013. szeptember 6-án mutatkozott be az üzbég válogatottban a  2014-es világbajnokság-selejtező mérkőzésen Jordánia ellen. Játszott a 2015-ös Ázsia-kupa-selejtezőkön.

## Statisztika

### A válogatottban
2025. január 27-én frissítve.
| Válogatott  | Év       | Mérk. | Gólok |
| ----------- | -------- | ----- | ----- |
| Üzbegisztán |          |       |       |
| 2013        | 4        | 0     |       |
| 2014        | 10       | 1     |       |
| 2015        | 3        | 0     |       |
| 2016        | 2        | 0     |       |
| 2017        | 1        | 0     |       |
| 2019        | 3        | 2     |       |
| 2020        | 1        | 0     |       |
| 2023        | 7        | 1     |       |
| 2024        | 6        | 0     |       |
| 2025        | 1        | 0     |       |
| Összesen    | Összesen | 37    | 4     |

## Sikerei, díjai
Pakhtakor Tashkent
- Üzbég szuperliga: 2012, 2014, 2015
- Üzbég kupa: 2011

### Egyéni
- Az év üzbég labdarúgója 2022
- Az év üzbég szuperliga-játékosa: 2014